# Анизидиновое число

пара-Анизидин

Анизидиновое число — величина, характеризующая количество вторичных продуктов окисления (альдегидов, кетонов) в маслах или жирах. Анизидиновое число определено как 100-кратная оптическая плотность раствора (измеренная в 1 см кювете), содержащего 1 г исследуемого образца в 100 мл смеси растворителей после реакции с пара-анизидином в условиях данной методики.

## Принцип метода
Анизидиновый реагент представляет собой 0,25 % раствор пара-анизидина в безводной уксусной кислоте. При добавлении анизидинового реагента к раствору масла или жира (массой W — от 0,5–4,0 г) в гексане или изооктане (25 мл) происходит реакция пара-анизидина с присутствующими в образце альдегидами с образованием желтоватых продуктов.
MeO(C6H4)NH2 + O=CH–R → MeO(C6H4)N=CH–R
Для определения анизидинового числа по 1 мл анизидинового реагента добавляют к 5 мл раствора масла и к 5 мл чистого растворителя. Ровно через 10 мин измеряют оптическую плотность первого раствора против второго при 350 нм (As). Кроме того, измеряют оптическую плотность раствора масла против растворителя без добавления анизидинового реагента (Ab). Анизидиновое число вычисляют во формуле:
{\displaystyle AV={\frac {25\cdot (1.2\cdot A_{s}-A_{b})}{W}}}.
Коэффициент 1,2 учитывает разбавление раствора образца анизидиновым реагентом.

## Интерпретация анизидинового числа
Интенсивность окраски зависит не только от количества присутствующих альдегидов, но и от их структуры. В частности, известно, что ненасыщенные альдегиды дают продукты с более интенсивной окраской (2,4-диенали > 2-енали > насыщенные альдегиды). Исследование методом газовой хроматографии показало наибольшую корреляцию с анизидиновым числом для транс-октен-2-аля, транс,транс-декадиен-2,4-аля, транс-гексен-2-аля и транс-гептен-2-аля. Гексаналь и гептаналь также показали существенную корреляцию, однако нонаналь показал низкую корреляцию несмотря на то, что это единственный первичный альдегид, образующийся из олеиновой кислоты. Поскольку существует зависимость анизидинового числа от строения альдегидов, анизидиновые числа можно корректно сравнивать только в ряду жиров и масел одного типа. Оценочно, анизидиновое число, равное 1, указывает на окисление ~0,1 % материала. 
Существует точка зрения, согласно которой повышенные значения анизидинового числа в полиненасыщенных липидах связаны не столько с повышенной экстинкцией ненасыщенных продуктов реакции, сколько с тем, что гидропероксиды, образующиеся из таких липидов, более склонны к разложению с образованием альдегидов. Так, окисленный метиловый эфир линоленовой кислоты и другие (n-3)-полиненасыщенные липиды дают значительно более высокие анизидиновые числа, чем метиловый эфир линолевой кислоты.
Рафинирование ранее окисленного масла позволяет удалить летучие альдегиды и уменьшить анизидиновое число, однако оно не уменьшится до нуля, поскольку часть альдегидов связана в липидах с остатком глицерина. Следовательно, анизидиновое число может косвенно указывать на историю данного образца масла.